# Mondžo
Mondžo (také Monjo) je malá vesnice ve východním Nepálu v oblasti Khumbu. Leží v údolí řeky Dudh Kosi, severně od vesnice Phakding a jižně od Džorsale. Nad vesnicí je vstupní brána do parku Sagarmatha, který je zapsán na Seznamu světového dědictví UNESCO. Mondžo je častou zastávkou pro turisty na cestě k Mount Everestu. Hlavní zdroj obživy obyvatel obce je podpora cestovního ruchu a jako taková se skládá z řady penzionů.